# Třífázový transformátor

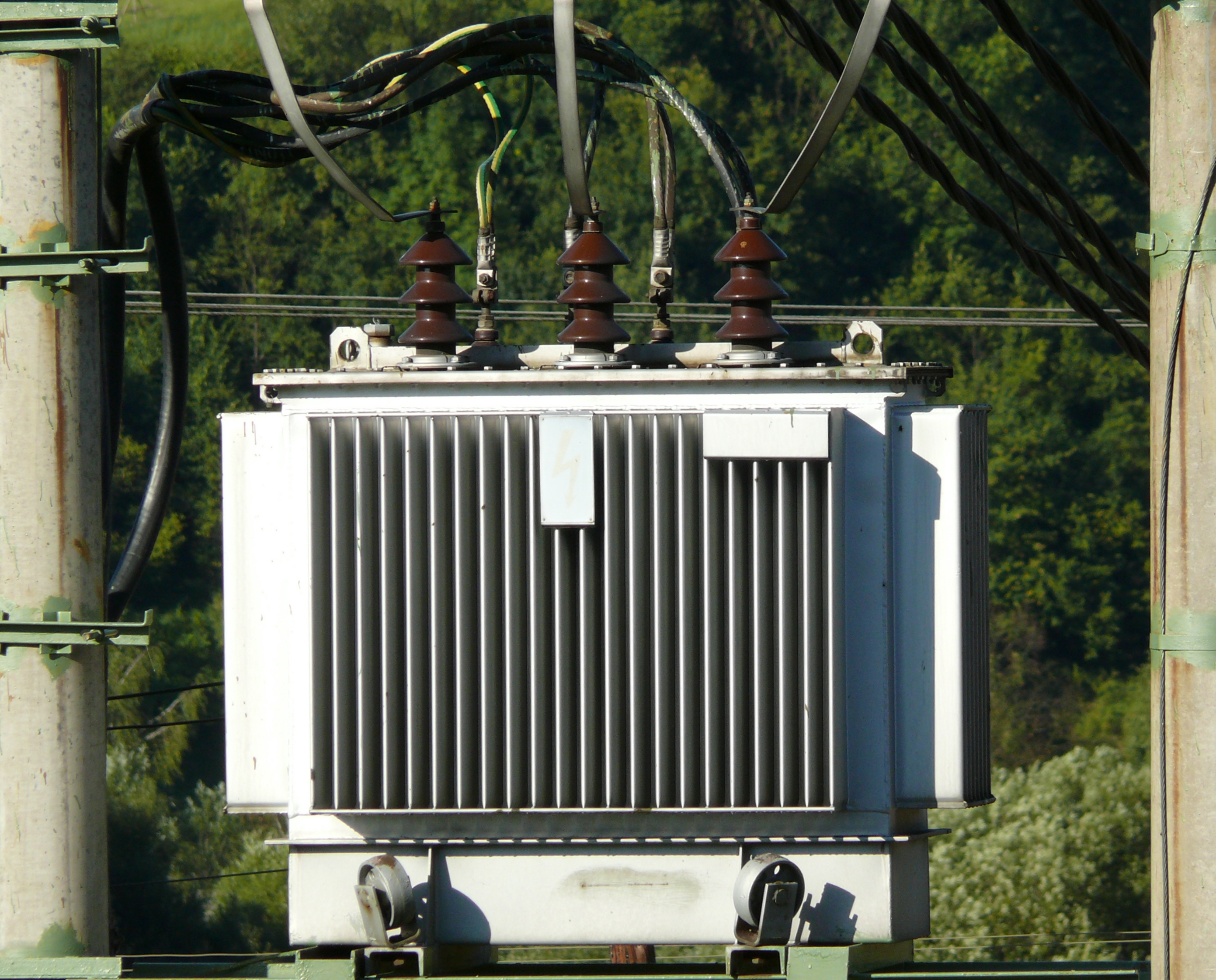
Uzavřený třífázový transformátor chlazený olejem bez konzervátoru.

Třífázový transformátor má jádro se třemi sloupky, na jednom sloupku bývají  nejčastěji dvě nebo tři cívky - vinutí. Jedná se o jeden ze základních stavebních prvků přenosové soustavy a distribuční soustavy. V přenosové a distribuční soustavě jsou používány pro úpravu hladiny napětí a tím pro snížení elektrických ztrát od zdroje ke spotřebiči. Přenos na větší vzdálenosti je výhodnější na vyšší hladině napětí a tím menším proudem. V místě spotřeby je napětí sníženo na hladinu distribuční soustavy a napětí spotřebičů odběratelů.
Napěťová úroveň je určena sdruženým napětím soustavy, tj. napětím mezi fázovými vodiči označovanými L1, L2, L3. 
Pro přenos energie na nejvyšších hladinách UVN, VVN (obvykle 110, 220, 400 kV) je používána třívodičová třífázová uzemněná soustava, tj. bez nulového vodiče. V nejvyšších napěťových hladinách jsou ovšem používány místo jednoho třífázového transformátoru tři jednofázové transformátory. Důvodem je jmenovitý výkon, cena, (ne)možnost/obtížnost transportu, hmotnost, rozměry, spolehlivost při poruše (tři jednofázové / jeden třífázový), ... Pro přenos energie na hladině vysokého napětí VN (obvykle 35, 22, 10, 6 kV) je používána třívodičová třífázová izolovaná soustava, tj. bez nulového vodiče. Pro obvyklou koncovou spotřebu na hladině nízkého napětí NN (0,4 kV = 400/230 V, 380/220 V) je využívána čtyřvodičová soustava (L1, L2, L3 a N), tj. s vyvedeným a uzemněným uzlem vinutí (PEN), který současně slouží jako střední vodič = nulový vodič (N) a ochranný vodič (PE). V běžné rozvodné síti 0,4 kV = 400/230 V naměříme sdružené napětí 400 V (380 V) mezi jednotlivými fázovými vodiči (L1-L2, L2-L3, L3-L1). Fázové napětí 230 V (220 V) naměříme mezi jednotlivým fázovým a vodičem PEN, PE, N, zemí (L1-N, L2-N, L3-N).

## Zapojení vinutí 3f transformátorů
Základní zapojení třífázových vinutí a běžně používané je zapojení do trojúhelníku (D), kde je spojen začátek cívky jedné fáze s koncem cívky sousední fáze. Tyto tři uzly jsou vyvedeny jako fázové vodiče. Druhým základním zapojením je zapojení do hvězdy (Y), kdy konce (nebo začátky) cívek vinutí jsou zapojeny do jednoho společného uzlu, který může být vyveden. Opačné konce cívek jsou vyvedeny jako fázové vodiče. Zapojení primáru se označuje velkými písmeny a sekundární malými písmeny. Vyvedení uzlu je označován jako n.
Nejčastěji používaným transformátorů distribuční soustavy 3x 400/230 V (0,4 kV) z distribuční soustavy VN (35, 22, 10, 6 kV) je zapojení s primárním vinutím D a sekundárním Y s vyvedeným uzlem. Zapojení je označováno jako Dyn. Zapojení je schopné částečně symetrizovat přenášený výkon mezi primárem a sekundárem. To znamená, že jednofázový odběr se částečně projení ne jen v jedné fázi primáru ale částečně na všech třech fázích.
Existují i další možná speciální zapojení, jako spojení do lomené hvězdy (Z), které se již běžně nepoužívá. Sekundární vinutí zapojené do Z má cívky rozděleny do dvou sekcí se stejným počtem závitů. Jedna fáze je pak napájena z vinutí na dvou sloupcích. Symetrizační účinek transformátoru Dzn je stejný jako Dyn.
Speciálním případem je transformátor používaný u stejnosměrné železniční trakce 3 kV DC. Transformátor Ddyn je napájen z 3f soustavy vysokého napětí 22 kV. Zapojení vytváří šestifázovou soustavu připojenou na šestifázový můstkový usměrňovač. Výstup usměrňovače je vyveden na trakční vedení.

## Značení 3f transformátorů podle zapojení vinutí
Zapojení primárního vinutí se označuje velkým písmenem, zapojení sekundárního vinutí se označuje malým písmenem. Za písmenným označením primárního a sekundárního vinutí následuje číslice (od 0 do 11), která udává fázový posun napětí mezi primárním vinutím a sekundárním vinutím stejné fáze – tzv. hodinový úhel. Jedna hodina zde odpovídá 30 stupňům fázového posunu. Celkem existuje 26 různých druhů možných zapojení třífázových transformátorů. V praxi jsou používány jen některá zapojení vinutí.
| Způsob zapojení | 0   | 1   | 2   | 3   | 4   | 5   | 6   | 7   | 8   | 9   | 10   | 11   |
| --------------- | --- | --- | --- | --- | --- | --- | --- | --- | --- | --- | ---- | ---- |
| Yy              | Yy0 | --- | --- | --- | --- | --- | Yy6 | --- | --- | --- | ---  | ---  |
| Dy              | --- | Dy1 | --- | --- | --- | Dy5 | --- | Dy7 | --- | --- | ---  | Dy11 |
| Yd              | --- | Yd1 | --- | --- | --- | Yd5 | --- | Yd7 | --- | --- | ---  | Yd11 |
| Yz              | --- | Yz1 | --- | --- | --- | Yz5 | --- | Yz7 | --- | --- | ---  | Yz11 |
| Dd              | Dd0 | --- | Dd2 | --- | Dd4 | --- | Dd6 | --- | Dd8 | --- | Dd10 | ---  |
| Dz              | Dz0 | --- | Dz2 | --- | Dz4 | --- | Dz6 | --- | Dz8 | --- | Dz10 | ---  |

## Regulace napětí
Transformátory přenosové a distribuční soustavy bývají vybaveny regulací napětí +- 5%. Přepínání odboček je realizováno dálkově nebo na pevno.

## Provedení 3f transformátorů
Transformátory jsou vyráběny jako vzduchové, olejové s konzervátorem oleje, olejové hermeticky uzavřené a další. O provedení rozhoduje, mimo jiné, místo nasazení a výkon. Transformátorový olej vlivem změny teploty mění svůj objem, proto dříve byly vyráběny výhradně olejové transformátory s konzervátorem oleje. Konzervátor oleje i s filtrem a odstraňovačem vlhkosti představují otevřenou soustavu, kde hygroskopický transformátorový olej nasává vzdušnou vlhkost a znehodnocuje se. Olejové hermeticky uzavřené transformátory mají nádobu, která sama svou povolenou deformací kompenzuje tepelnou roztažnost olejové náplně.